# Het Grootslag
Het Grootslag is een polder en voormalig waterschap in de Nederlandse provincie Noord-Holland. De polder strekt zich uit ten westen en noordwesten van Enkhuizen, tot aan de Zwaagdijk.
De polder werd opgericht in 1423, twee jaar na de Sint-Elisabethsvloed, met verlof van Jan van Beieren, graaf van Holland, door de bannen Enkhuizen, Bovenkarspel, Grootebroek, Lutjebroek, Hoogkarspel, Oudijk en Westwoud. Het polderbestuur berustte bij de afzonderlijke bannen, de polder was een soort gemeenschappelijke regeling avant la lettre. In 1460 kwam ook Wervershoof erbij, dat een overeenkomst sloot om zijn overtollige water op het Grootslag te mogen uitslaan. Rond die tijd werd het ook noodzakelijk het overtollige water af te voeren door poldermolens: tot die tijd kon het water op natuurlijke wijze worden gespuid bij laag water, maar door de voortschrijdende inklinking van het veen werd dat steeds moeilijker. De eerste molens werden in 1452 bij Enkhuizen geplaatst.
Uiteindelijk werd Het Grootslag in de negentiende eeuw bemalen door 13 vijzelmolens: 5 bij Andijk, 3 net ten noorden van Enkhuizen en 5 bij Broekerhaven. Vanaf 1870 werden molens door gemalen vervangen. Het eerste werd nabij Andijk gebouwd, ter vervanging van de drie molens bij Enkhuizen. In 1907 werd bij Broekerhaven een groter gemaal geplaatst, Grootslag II, dat de gehele bemaling op zich kon nemen, zodat het gemaal in Andijk nog slechts voor noodgevallen gebruikt werd. Het stoomgemaal zou later (1940) geëlektrificeerd worden, en werd in 1979 buiten gebruik gesteld.
De indeling in bannen, die al in de Middeleeuwen bestond, bleef tot in de twintigste eeuw relevant voor het bestuur van de polder. Die bannen waren voor waterstaatkundige doeleinden wel soms in tweeën gedeeld: Hoogkarspel had een Noorderban en een Zuiderban, waarvan alleen de eerste bij het Grootslag behoorde, de Zuiderban was deel van de toenmalige Houterpolder. In 1926 werd die Houterpolder bij het Grootslag gevoegd, waarmee de bannen Oosterblokker, Binnenwijzend, de Zuiderban van Hoogkarspel en de Noorderban van Venhuizen bij het Grootslag kwamen.
In 1949 werden de Drechterlandse bannen, als laatste in Noord-Holland, door Provinciale Staten opgeheven. Hun taak werd overgenomen door de polders waarin zij lagen, in dit geval dus door de polder Het Grootslag.
In 1973 werd Het Grootslag ook als zelfstandig waterschap opgeheven. De ambachten Drechterland en De Vier Noorder Koggen werden met de inliggende polders samengevoegd tot het Waterschap Westfriesland. Vanaf dat jaar vond een grootschalige ruilverkaveling plaats, die duurde tot 1979. Hiermee werd de polder 'gemoderniseerd' door hem van een 'vaarpolder' in een 'rijpolder' te veranderen. In het oostelijke deel van de polder is het recreatiegebied Het Streekbos aangelegd. Dit alles ging wel ten koste van het typerende landschap van de polder. Slechts enkele delen van de polder zijn min of meer in de oude staat bewaard gebleven, met name het deel (De Weelen) ten noorden van Horn bij Lutjebroek.
Waterschap Westfriesland ging in 2003 op zijn beurt op in het Hoogheemraadschap Hollands Noorderkwartier.